# Estación Elortondo
Elortondo es una estación ferroviaria ubicada en la localidad del mismo nombre, en el Departamento General López, Provincia de Santa Fe, Argentina.
Fue inaugurada a fines del siglo XIX por pedido de la familia Armstrong-Elortondo, dueños de las tierras.

## Servicios
La estación corresponde al Ferrocarril General Bartolomé Mitre de la red ferroviaria argentina. Presta servicios de cargas por la empresa estatal Trenes Argentinos Cargas.